# Histoire de l’électricité à Reims
Dans l’histoire de Reims, l’arrivée de la « Fée électricité » relève d’un long parcours. Si l’on exclut la force humaine ou celles des animaux de trait, l’énergie utile sera fournie successivement par les moulins à eau, puis les chaudières au charbon pour produire de la vapeur, puis le gaz produit à partir de la houille et enfin par l’électricité à partir de cette houille.

## Les moulins à eau
Bien avant l’utilisation du gaz et de l’électricité, les habitants de la ville de Reims utilisait la force motrice de la rivière de la Vesle.
De nombreux moulins à eau étaient installés en bordure de la Vesle,  le long du rempart de Reims.

## Le charbon et les chaudières vapeur

### Usine à gaz de Reims
Elle date des années 1880. Elle était localisée 3 rue des Romains et elle produisait  du gaz à partir de la houille pour l’éclairage et le chauffage. 
La proximité de la gare permettait  en outre l’approvisionnement en houille nécessaire à son fonctionnement.
L’usine à gaz de Reims était équipée de 6 gazomètres, de fours répartis dans deux salles, d’entrepôts industriels.

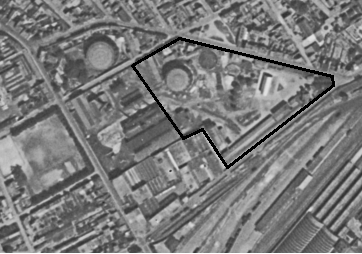
Usine à Gaz contour sur fond de carte IGN vue du ciel

## L’électricité à partir du gaz de houille

### Éclairage électrique du théâtre de Reims
Le 29 septembre 1888, a lieu le premier essai d’éclairage électrique du théâtre de Reims. 
La motivation de l’éclairage par l’électricité s’est  renforcée, malgré les réticences des compagnies gazières détentrices des concessions d’éclairage publique, par le dramatique incendie de l’Opéra Comique de Paris le 25 mai 1887 qui a couté la vie à 84 personnes.

### Usine à gaz productrice d’électricité
Au 31 décembre 1888, une usine à gaz de la Compagnie du gaz de Reims distribue de l’électricité pour l’éclairage du théâtre de Reims et des domiciles. 
Elle est constituée de deux machines à gaz de 50 chevaux et de deux dynamos distribuant un courant continu de 325 Volts pour alimenter des lampes à incandescence .

### Promotion de l’électricité
En 1895, la ville de Reims organise au manège de Reims, une exposition spéciale de mécanique et d’électricité. La force motrice est fournie par des machines fournies par la Société de Construction mécanique de Reims qui actionneront des dynamos fournies par la maison Eugène Mathieu et René Vauthier, société qui obtiendra la concession de l’éclairage public ultérieurement.

## L’électricité

### Déploiement du tramway électrique
En 1900, le tramway électrique remplace le tramway hippomobile (surnommé localement "tramway à crotte"). La ligne A est inaugurée en juin 1900.

## Mise en œuvre du réseau de distribution de l’électricité
En 1889, la compagnie Réunies de Gaz et d’Electricité (groupe Th.Vauthier) inaugure le réseau d’électricité.
En 1900, la compagnie du gaz de Reims devient concessionnaire du réseau d'électricité de la ville qu'elle  alimente au  moyen  d'une usine électrique implanté à proximité de l’usine à gaz.

### Première usine électrique
La compagnie du gaz de Reims installe une première usine produisant de l’électricité à proximité de l'usine à gaz, au 106 rue du Mont-d'Arène à Reims.
Elle comprenant quatre  groupes  électrogènes  dont  un de  1.200  chevaux  et  trois  de  500  chacun.

## Le réseau électrique et d’éclairage public à l’électricité après guerre

### Les dommages de guerre
La demande de dommages de guerre après la grande guerre, indique que la propriété du réseau électrique et d’éclairage public à l’électricité était, en 1914, partagée entre la ville de Reims et la Société du Gaz de Reims (SGR). 

### Reconstruction de l’usine d’électricité après guerre
La première usine productrice d’électrique a été très endommagée lors de la Première Guerre mondiale.
La ville de Reims a du faire appel à l’électricité fournie par la centrale d’Epernay.
Une deuxième usine électrique a été reconstruite dans les années 1920, 2 rue de la Victoire à Reims par la S.A. Energie Electrique Meuse et Marne du groupe Compagnie Générale d’Electricité. Elle sera reprise par EDF.
La distribution était à 3 fils et la tension de 220-240 volts.
Cette centrale électrique ferme ses portes vers 1960.

## Galerie

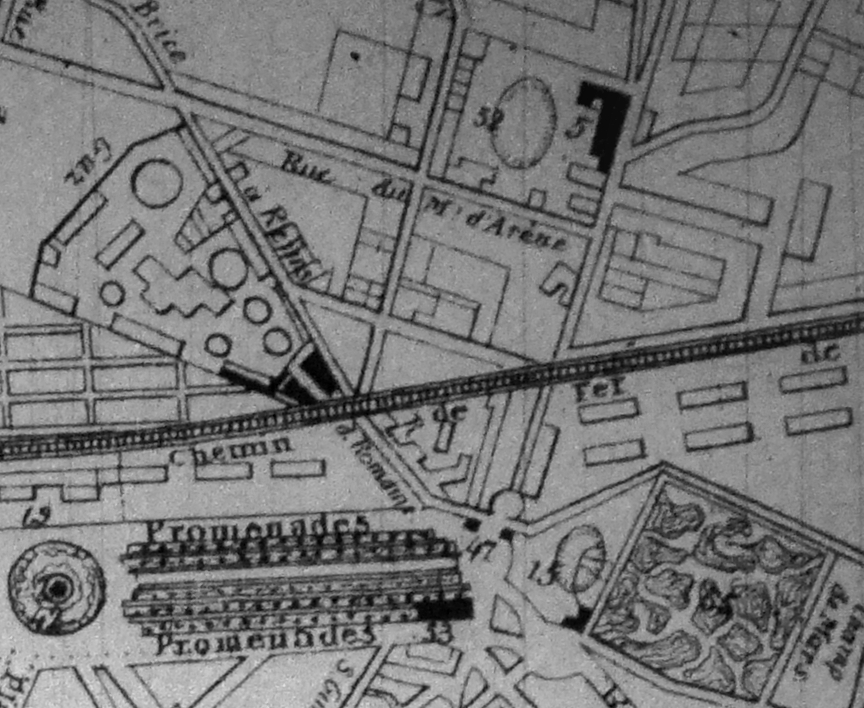
Usine à gaz du Mont d’Arène.
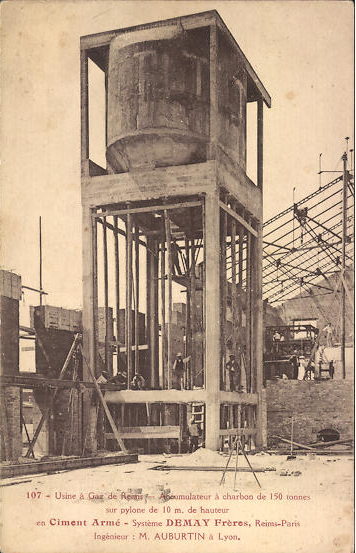
Reims Usine à gaz Accumulateur à charbon

## Articles annexes
- Histoire du gaz manufacturé
- Usine à gaz